# Escondite inglés
El escondite inglés es un juego infantil y una variante del escondite con gran popularidad entre los niños de todo el mundo.

## Modo de juego
El juego comienza al elegir un jugador que tendrá que estar situado de cara a una pared. El resto de los jugadores tendrán que colocarse a cierta distancia del mencionado guardián. Este contará en modo de canción hasta tres estando de frente a la pared que protege y mientras tanto el resto de los participantes tendrán que avanzar con el objetivo de tocar la pared custodiada. Cuando haya contado hasta tres el guardián se dará la vuelta y podrá señalar a todos aquellos jugadores que se estén moviendo para que vuelvan atrás de nuevo y así recomenzar su avance. Ganará el jugador que logre llegar a la pared sin que el guardián le haya visto moverse. El ganador se pondrá en el lugar del guardián.

## Otros nombres
También es conocido como:
- “Escondite inglés” (en Madrid, Burgos, Salamanca, Zamora, León, La Rioja, Galicia, Comunidad Valenciana y en Castilla-La Mancha)
- “Zapatito inglés” (en Valladolid)
- “Chocolate inglés” "un, dos, tres pajarito inglés" (en Navarra,País Vasco, Almería, Granada, Zaragoza, Huesca)
- “Pollito inglés” (en Teruel, Sevilla, Córdoba, Málaga, Extremadura y Venezuela)

- “Palomita blanca es” (en Asturias)
- "Palito inglés" (en Murcia)
- "Pollito inglés" o "Gallito inglés" (en Andalucía y la Comunidad Valenciana)
- "Caballito inglés" (en las Islas Baleares).
- “Mariposita linda es” o “un, dos, tres, Mariposita linda es” (en República Dominicana)
- “Caravana es” o “un, dos, tres, caravana es” (en Gran Canaria)
- "Juan, Periquito y Andrés" (en Tenerife)
- "Caravín, caraván, que te miro ya" (en el País Vasco, en Navarra y en Cantabria)
- "Reloj, reloj" (en Granada)
- "Pica paret" o "gandulet" (en Cataluña)
- "Patito inglés, que linda es" (en Jerez de los Caballeros)
- "Estrellita es" o "escondidas"
- "Paloma blanca, paloma negra" (en Galicia)
- "Cigarrillo 43" (en Argentina)
- "Chocolate STOP" o bien "Quesito STOP" (en Costa Rica)
- "Zorro astuto" (en México y Colombia)
- "Un, dos, tres pan con queso" (en Panamá)
- "Luz verde, luz roja" (en El juego del Calamar)

### Canción
Cada vez que el contador se da vuelta debe cantar una breve frase estirando las sílabas para darle tiempo de avanzar a los jugadores. Las variables son las siguientes:
- En España en general, "un, dos tres, al escondite inglés, sin mover las manos ni los pies", o "un dos tres pollito inglés”
- En Navarra "un, dos, tres chocolate inglés a la pared", "un, dos, tres pajarito inglés".
- En Valencia "un, dos, tres, pollito inglés, a la pared".
- En Venezuela "un, dos, tres, pollito inglés".
- En Costa Rica "un, dos, tres, chocolate STOP!" o "un, dos, tres, quesito STOP".
- En Puerto Rico "un, dos, tres, pescao".
- En República Dominicana "un, dos, tres, mariposita linda es".
- En Islas Canarias “un, dos, tres, caravana es” o “Pompa una, pompa dos, pompa tres, caravana es” o "un, dos, tres, Juan, Periquito y Andrés"
- En Islas Baleares "un, dos, tres, patito inglés".
- En México "un, dos, tres, zorro astuto es".
- En Cataluña "un, dos, tres, pica paret" o "un, dos, tres, gandulet".
- En Argentina "un, dos, tres, cigarrillo cuarenta y tres" o "un, dos, tres, coro coronita es".
- En Panamá "un, dos, tres, pan con queso".
- En Granada "Reloj, reloj, la una y las dos".
- En Guatemala "Un, dos, tres cruz/luz roja".
- En Paraguay "Un, dos, tres, Miro!"
- En Inglaterra "Luz Roja, Luz Verde".
- En Asturias " Un, Dos, Tres Palomita blanca es"